# Brian O'Neill
Brian Cormac O'Neill (Wilmington, 15 settembre 1995) è un giocatore di football americano statunitense che milita nel ruolo di offensive tackle per i Minnesota Vikings della National Football League (NFL).

## Carriera

### Minnesota Vikings
O'Neill fu scelto dai Minnesota Vikings nel corso del secondo giro (62º assoluto) del Draft NFL 2018. Iniziò la stagione come tackle di riserva dietro ai Riley Reiff e Rashod Hill. Disputò la prima gara come titolare nella settimana 6 come tackle destro dopo che Rashod Hill fu spostato sul lato sinistro al posto dell'infortunato Riley Reiff. Mantenne tale ruolo per il resto della stagione al posto Hill dopo che Reiff ritornò dall'infortunio.
L'8 settembre 2021, O'Neill firmò un nuovo contratto quinquennale del valore di 92,5 milioni di dollari con i Vikings. A fine stagione fu convocato per il suo primo Pro Bowl al posto dell'infortunato Tristan Wirfs.

## Palmarès
- Convocazioni al Pro Bowl: 2

2021, 2024